# الکساندر بیوسا
الکساندر بیوسا (فرانسوی: Alexandre Bioussa‎; ۱۷ مارس ۱۹۰۱ – ۱۴ سپتامبر ۱۹۶۶) بازیکن راگبی ۱۵ نفره اهل فرانسه بود.